# Moulage par infusion sous vide
Le moulage par infusion sous vide ou plus simplement l'infusion est un procédé moderne de mise en œuvre des matériaux composites.
Elle consiste à la mise sous vide, dans un moule fermé par une bâche, des renforts secs qui sont imprégnés par la suite avec l'arrivée de résine qui est aspirée par la dépression créée dans le moule. Cette technologie autorise la réalisation de pièces monolithiques (faible et forte épaisseur), pseudo sandwich et sandwich. 
Les avantages de l'infusion par rapport au moulage au contact sont :
- un taux de fibre plus élevé car on utilise que la juste quantité de résine nécessaire, donc meilleur rapport résistance/poids.
- la réalisation de pièces de grande taille en "one shot"

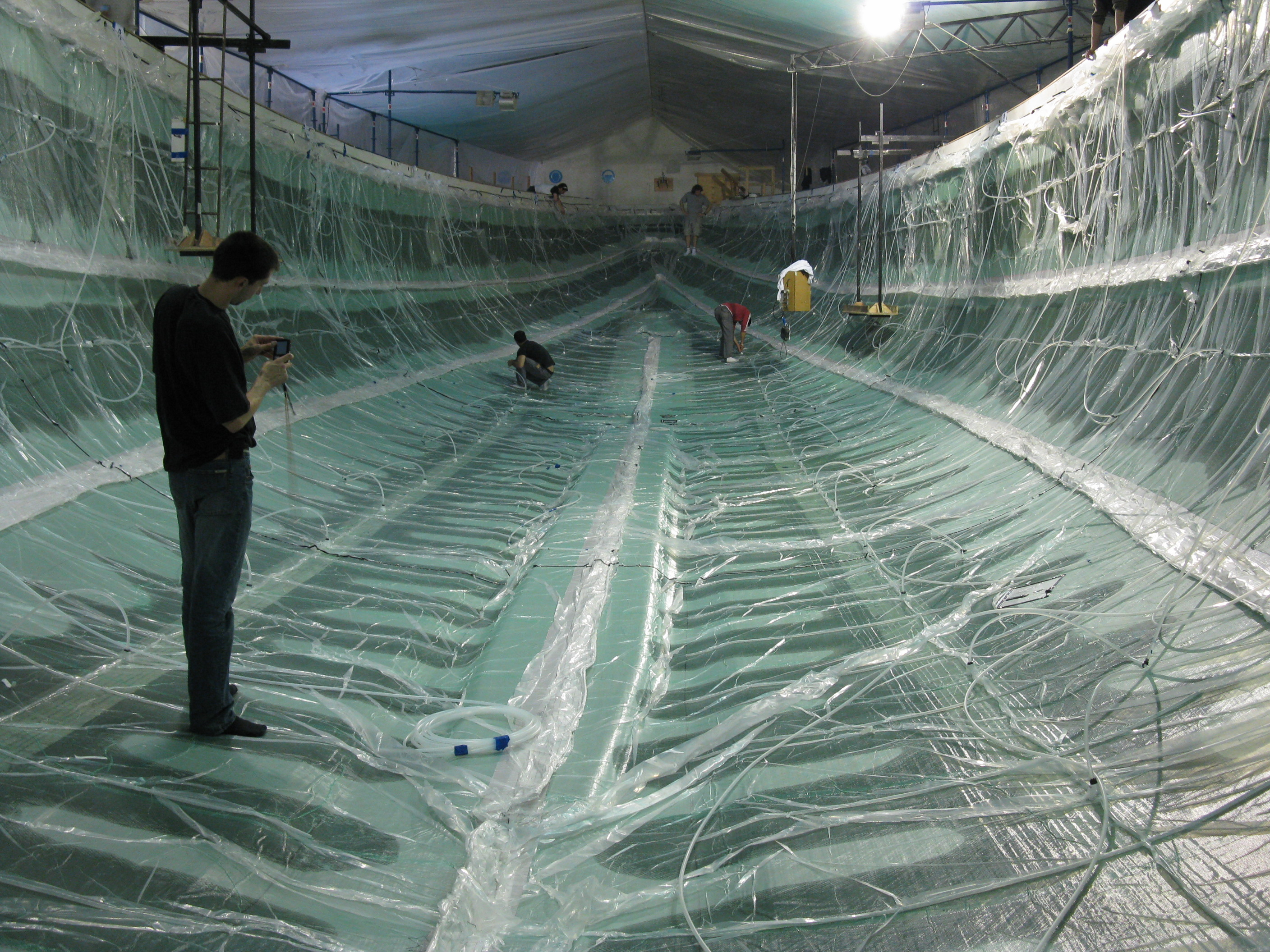
Goélette de 172' (52 m)
Lieu : Montévidéo (Uruguay)
Infusé par Loïc Vénec

- une reproductibilité en production de pièce
- une meilleure protection des opérateurs aux émissions de solvants tels le styrène. Normes COV.

Cette technologie autorise l'usage de différentes matrices : polyester insaturé, vinylester et epoxy.
Les difficultés rencontrées résident dans la pose des constituants (mécaniques et autres), dans le schéma d'infusion (schéma de rampes de vide et d'infusion) ainsi que dans la gestion des freins (géométrie du treillis).